# Автолавка

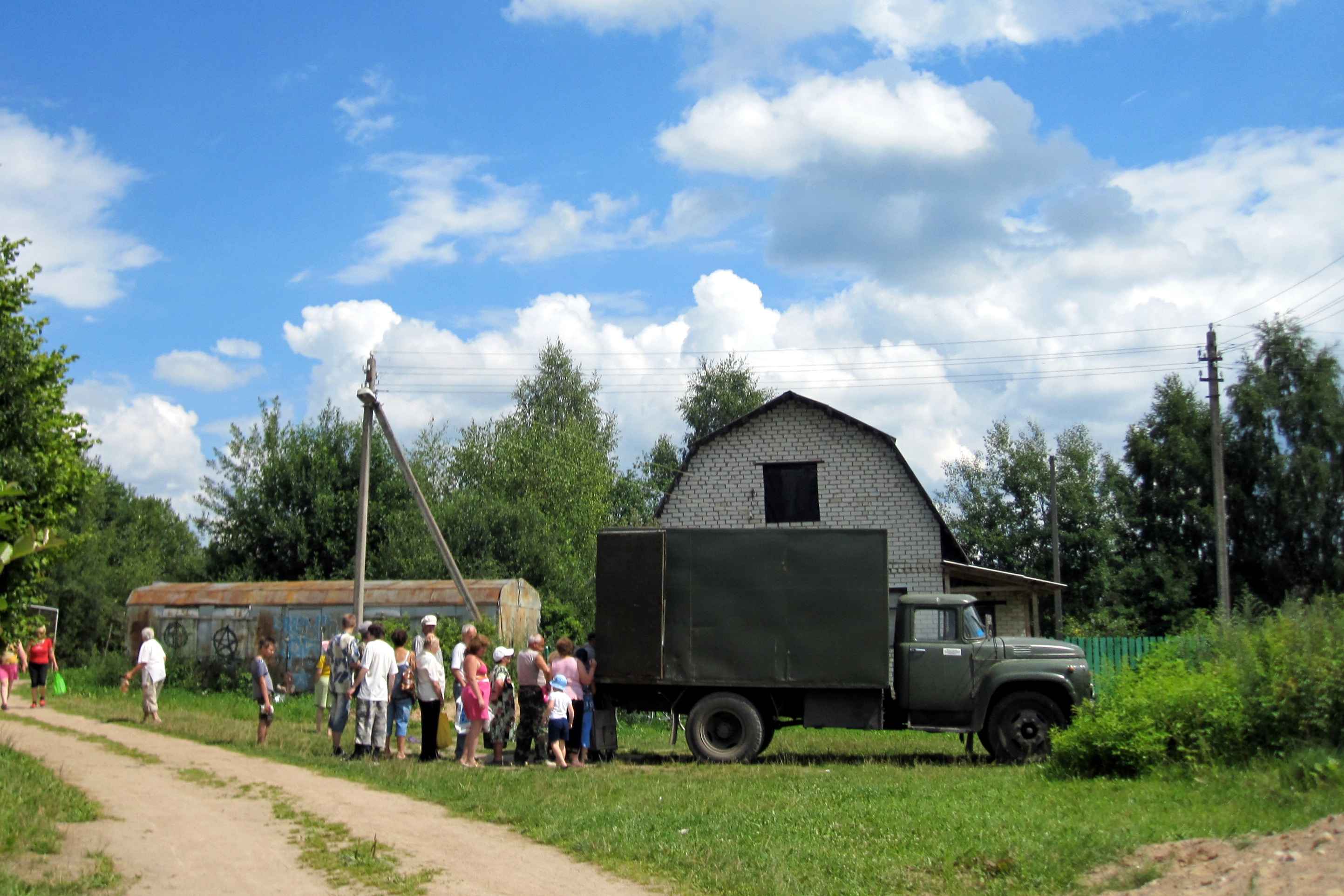
Автолавка в Белоруссии

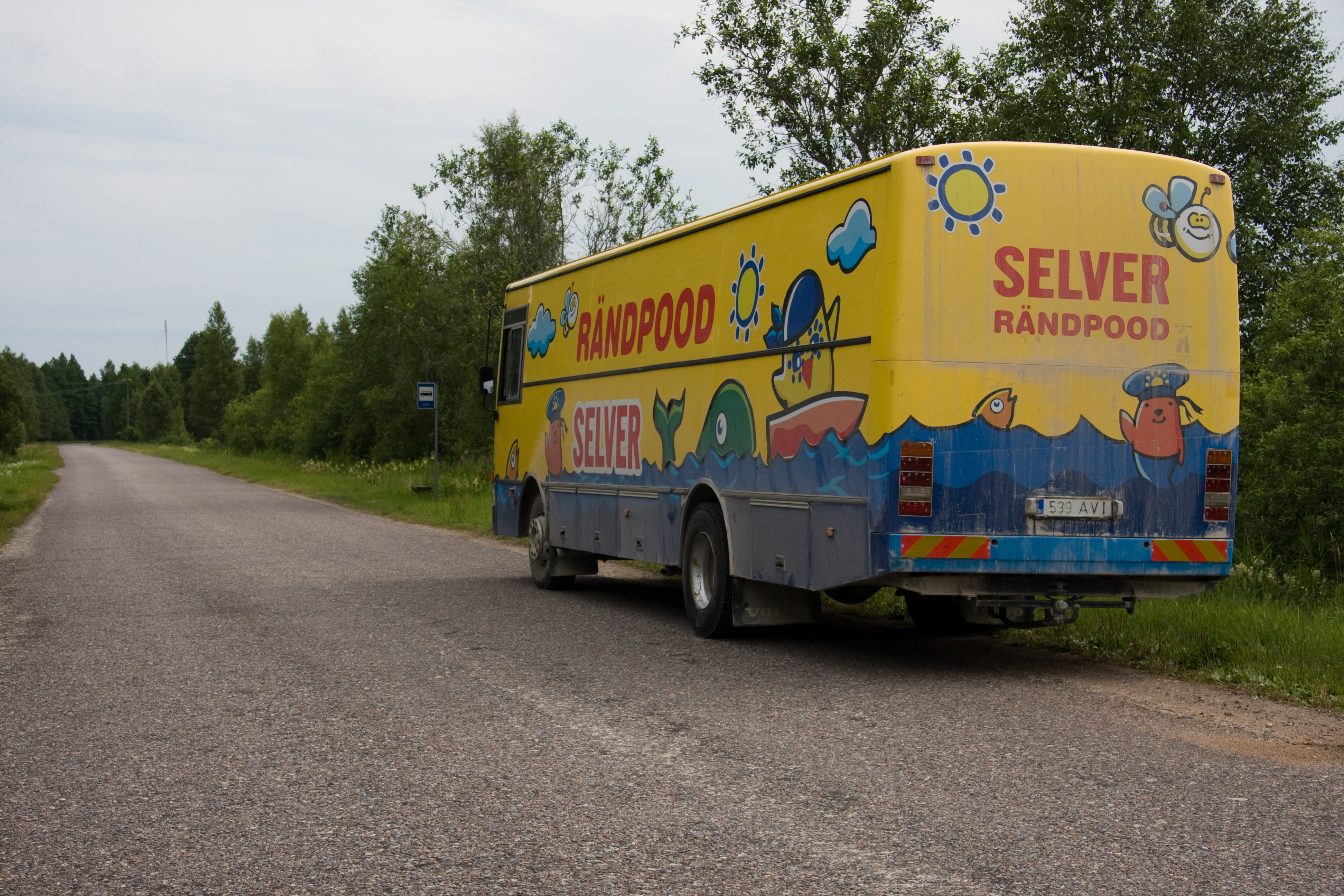
Автолавка в Эстонии

Автолавка — автомобиль (как правило, развозной автомобиль или небольшой грузовик), оборудованный для торговли с него.
Является частью мелкорозничной нестационарной торговой сети.
Применяется в сельских районах с невысокой плотностью населения, где невыгодно оборудование постоянных торговых точек; также — для продажи быстрого питания, напитков (например, во время массовых мероприятий), на ярмарках и передвижных рынках.